# Leonel Limonta
Leonel Limonta (né le 22 juillet 1954 à Santiago de Cuba) est un musicien et compositeur cubain.

## Biographie
Leonel Limonta a fait partie de la Charanga Habanera (1993-1995), puis de Bamboleo (1995-1998) avant de former son propre groupe : Azúcar Negra.
En octobre 2001 il a eu l'idée de rassembler les plus grands artistes cubains toutes générations confondues, pour chanter ensemble sa composition « Andar andando », un hymne à la paix : Compay Segundo, Omara Portuondo, Pio Leyva, Betriz Marquez, Sara González, Paulo FG, Mayito Rivera (Los Van Van), Isaac Delgado, Yumurí, Michel Maza, Rojitas, David Calzado y sus cantantes, Adalberto Álvarez y sus cantantes, Azúcar Negra...

## Discographie d'Azúcar Negra
- Andar Andando (2001)
- Sin mirar atrás (2004)
- Toque natural (2006)
- Exceso de equipaje (2008)
- ... se acabó el pescao (2012)
- A bailar con tacones (2013)